# Ueli Leuenberger
Pour les articles homonymes, voir Leuenberger.
Ueli Leuenberger, né le 26 mars 1952 à Oberönz - Herzogenbuchsee (originaire de Rohrbachgraben), est un homme politique suisse qui vit à Genève. Il est conseiller national de 2003 à 2015 et président des Verts suisses de 2008 à 2012.

## Biographie
Ueli Leuenberger naît le 26 mars 1952 à Herzogenbuchsee, dans le canton de Berne. Il est originaire de Rohrbachgraben, dans le même arrondissement administratif.
Issu d'une famille ouvrière modeste, il exerce divers métiers dont celui de page, cuisinier, postier, ouvrier métallurgiste, secrétaire syndical  au Syndicat interprofessionnel de travailleuses et travailleurs (1984 - 1989), travailleur social à Caritas (1983), à l'EPER (1989-1990) et au Centre social protestant (1990-1996), directeur de l'Université populaire albanaise de Genève (1996 - 2002), maître de formation professionnelle au Centre de formation professionnel santé-social à Genève (2003-2010),, .
En 1996, il crée l'Université populaire albanaise et la dirige jusqu'à l'automne 2002. En 1996, il reçoit le prix des droits de l'homme du quotidien Le Courrier pour cette action.
Conseiller municipal de la ville de Genève de 1991 à 1997 (mandat pendant lequel il est président de la commission des affaires sociales), il est député au Grand Conseil genevois de 2001 à 2003 puis conseiller national à partir de 2003. Il est réélu au Conseil national le 21 octobre 2007 lors des élections fédérales 2007 et en octobre 2011. 
Le 18 décembre 2006, quelques jours après la première audition de l'ancien informateur de l’Opération Memphis Claude Covassi, il se fait voler sa mallette sur le quai de la gare, à Genève. A l'intérieur, son ordinateur portable, une pile de courriers à son nom et les documents que lui avait remis Claude Covassi. Leuenberger organise ensuite une rencontre entre Covassi et Dick Marty.
Ayant atteint la limite de mandats (trois législatures selon la réglementation des Verts genevois), il quitte le parlement fédéral en novembre 2015. 
Il a exercé plusieurs autres mandats tels que celui de vice-président des Verts suisses (2004-2008). Le 26 avril 2008, il est nommé président du parti, succédant à Ruth Genner. Il quitte son poste de président le 21 avril 2012, remplacé par deux coprésidentes, Adèle Thorens Goumaz et Regula Rytz.
De 2016 à 2019 il fait partie de l'Inspection Paritaire d'Entreprise - IPE du Canton de Genève, un organe unique en Suisse[réf. nécessaire].

## Engagement politique
(juin 2023).
Ses thèmes de prédilection sont la défense des droits sociaux, des migrants, du droit d'asile et des droits de l'homme. Il lutte contre la xénophobie et contre la « blochérisation » de la Suisse. Favorable à une plus grande solidarité nord-sud, il veut également promouvoir l'écologie du travail, la lutte contre le « lobby nucléaire » et la démocratie participative.

## Engagements associatifs
L'engagement associatif est une activité constante d'Ueli Leuenberger. Entre autres dans les syndicats (FTMH - métallurgie, SIT - Syndicat interprofessionnel de travailleuses et travailleurs), dans les associations du quartier des Pâquis (dans les années 70 et 80), dans les associations des droits des migrants et des droits de l'Homme (président de la Campagne suisse contre les mines anti-personnel de 2004 à 2007), président du Collectif de soutien aux sans-papiers de 2004 à 2008). 
Il est membre du Conseil Suisse de la Presse de 2000 à 2004 et membre du Conseil de fondation du Service Social International suisse de 2006 à 2016. Il préside de 2015 à 2018 l'Institut de Cultures Arabes et Méditerranéennes - L'Olivier à Genève.
Il est notamment président du Conseil de fondation de la Fondation pour l'expression associative - Maison internationale des associations depuis novembre 2018), président de l'AVIVO Genève (association de défense et de détente des retraités) et membre du comité de la Nouvelle association du Courrier et du comité d'utopiana.

## Publications
- Les damnés du troisième cercle. Les Kosovars en Suisse. 1965-1999, Genève, éditions Metropolis, 1999coécrit avec Alain Maillard